# Mughalsarai
Mughalsarai (officieel: Pandit Deen Dayal Upadhyaya Nagar) is een stad en gemeente in het district Chandauli van de Indiase staat Uttar Pradesh. 

## Demografie
Volgens de Indiase volkstelling van 2001 wonen er 88.386 mensen in Mughalsarai, waarvan 53% mannelijk en 47% vrouwelijk is. De plaats heeft een alfabetiseringsgraad van 64%.